# Mohamed El Gourch
Mohamed El Gourch (* 11. Januar 1936 in Casablanca; † 21. Februar 2015 ebenda) war ein marokkanischer Radrennfahrer und nationaler Meister im Radsport.

## Sportliche Laufbahn
El Gourch war Teilnehmer der Olympischen Sommerspiele 1960 in Rom und wurde im olympischen Straßenrennen als 45. klassiert. Im Mannschaftszeitfahren wurde sein Team in der Besetzung Mohamed El Gourch, Mohamed Ghandora, Abdallah Lahoucine und Ahmed Omar 19. des Wettbewerbs.
1960, 1964 und 1965 gewann er die Marokko-Rundfahrt, 1959, 1968 und 1969 wurde er Dritter in dem heimischen Etappenrennen. In der Marokko-Rundfahrt gewann er insgesamt zwölf Etappen bei sieben Starts. Er startete zweimal in der Tour de l’Avenir. Dabei belegte er 1962 den 50. Platz. 1963 wurde er 29. der Gesamtwertung. 
1957 hatte er einen ersten internationalen Erfolg mit dem Sieg auf der 10. Etappe der Ägypten-Rundfahrt. 1959 gewann er den Titel im Straßenrennen bei den nationalen Meisterschaften. Bei den Mittelmeerspielen 1959 gewann er Bronze im Mannschaftszeitfahren. 1964 gewann er einen Tagesabschnitt in der Tunesien-Rundfahrt. 1967 wurde er Zweiter im Eintagesrennen Paris–Mantes hinter Robert Bouloux. Die Internationale Friedensfahrt bestritt El Gourch viermal: 1962 wurde er 50., 1963 30., 1966 55. und 1967 36. des Gesamtklassements.